# Australian Army
Die Australian Army (deutsch Australisches Heer) ist die Landstreitkraft der Australian Defence Force.

## Geschichte
Im Vergleich zu anderen Nationen des Commonwealth verlaufen die Bruchlinien der Geschichte australischer Landeinheiten weniger an einschneidenden nationalen Ereignissen wie z. B. der Unabhängigkeit bzw. der zunehmenden Souveränität des Landes, sondern vielmehr an zwei strategischen Entwicklungen:
Von 1901 bis 1947 spielte die als Australian Citizens Military Force, besser bekannt unter den Namen Citizens Military Force oder einfach Militia genannte Reserve eine wichtige Rolle, während die Australian Imperial Force explizit in Übersee diente.
Im Jahre 1947 wurde ein stehendes Heer in Friedenszeiten nach modernen Bedürfnissen eingerichtet, die die Bedeutung der Citizens Military Force untergrub. Die CMF wurde 1980 in Army Reserve umbenannt und den Strukturen der aktiven Truppe angepasst.
Trotz mehrfacher Beteiligung an Krisen und Konflikten weltweit geriet australisches Territorium nur während des Zweiten Weltkrieges unter direkten Beschuss.
Eigene Transporthubschrauber erhielten die Heeresflieger erst 1989, zuvor unterstanden diese den Luftstreitkräften.

## Ausrüstung
Trotz einer historischen Verbundenheit Australiens mit dem Vereinigten Königreich Großbritannien und anderen Commonwealth-Staaten weist das australische Heer eine moderne Ausrüstung aus vielen Ländern auf. Der Leopard 1 als Rückgrat der australischen Panzertruppe (1st Armoured Regiment) wurde in den Jahren 2006 und 2007 durch den amerikanischen M1A1 Abrams ersetzt. Seit den 1980er Jahren ist die Ordonnanzwaffe das Steyr AUG und ersetzte das FN FAL und M16. Die problembehafteten NH90 und Tiger ARH werden aktuell (2023) durch 40 Sikorsky UH-60 und 29 Apache AH ersetzt, während im gleichen Jahr in Australien die Produktion der 186 GTK Boxer anlief, die die Mowag Piranha Radpanzer ersetzen sollen. Ende Juli 2023 wurde bekannt gegeben, dass die M113 im Rahmen des Programms Land 400 Phase 3 ab 2027 durch 129 AS 21 Redback des südkoreanischen Konzerns Hanwha ersetzt werden sollen.

### Fahrzeuge
- 59 × Kampfpanzer M1A1 Abrams
- min. 25 × Radspähpanzer Boxer CRV[5]
- 7 × Bergepanzer M88A2 HERCULES
- Transportpanzer M113AS4
- Radpanzer Mowag Piranha

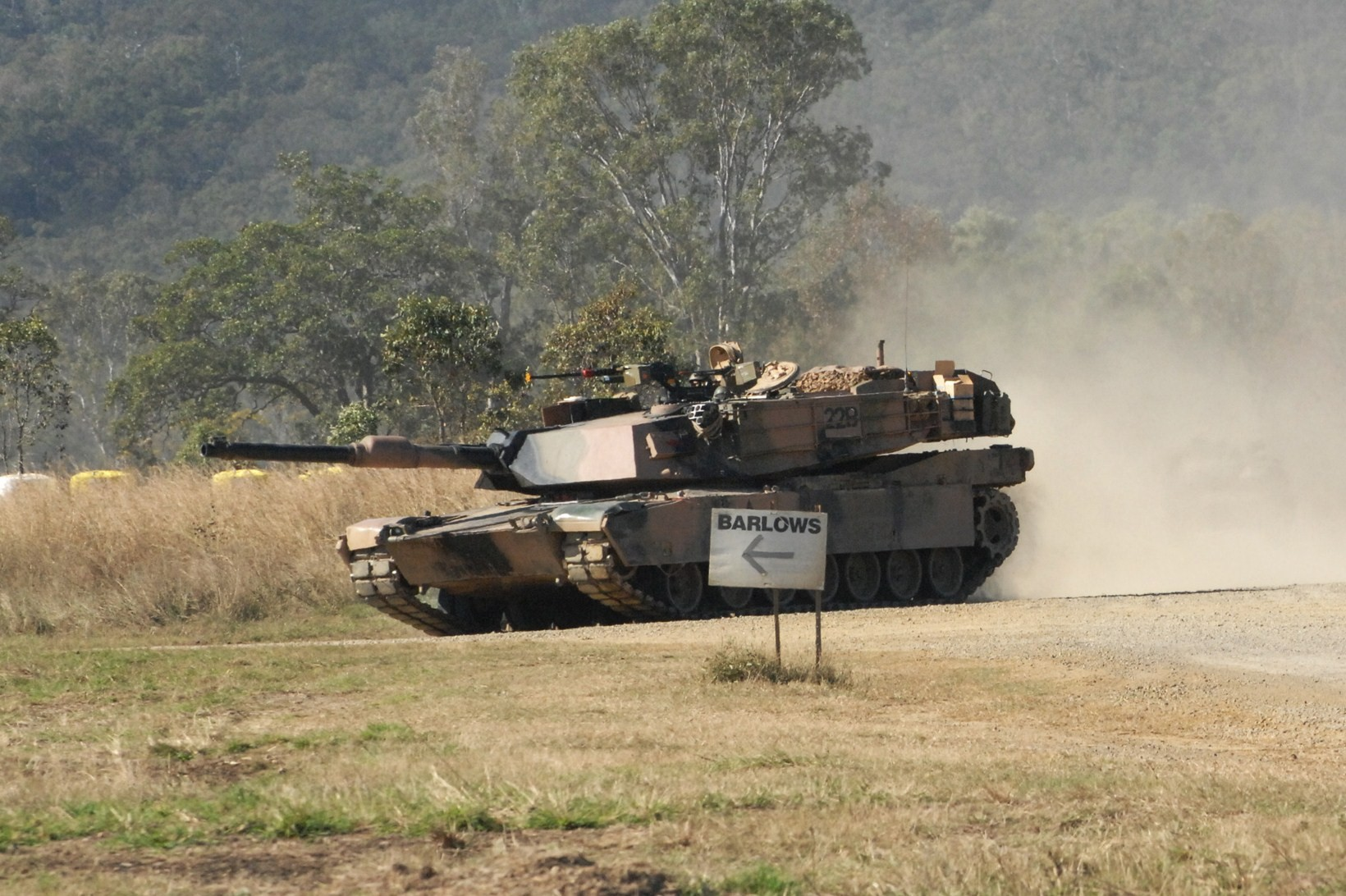
Australischer M1A1 Abrams mit Dreifarbanstrich

- Bushmaster Protected Mobility Vehicle
- geschütztes Geländefahrzeug Hawkei
- Geländewagen Wolf

### Artillerie
- 35 × M777 Haubitzen[6]

### Luftfahrzeuge
Stand: Ende 2021
| Typ                       | Herkunft           | Verwendung                           | Version   | Aktiv | Bestellt | Anmerkungen |
| ------------------------- | ------------------ | ------------------------------------ | --------- | ----- | -------- | --- |
| Eurocopter Tiger          | Europäische Union  | Kampfhubschrauber                    | Tiger ARH | 22    |          | Im Jahr wurde 2016 bekannt, dass die Einsatzbereitschaft der Hubschrauber über das gesamte Jahr 2015 gesehen bei lediglich 3,5 von 16 Hubschraubern gelegen hat. Das untersuchende Australia National Audit Office fand 76 sogenannte capability deficiencies, von denen 60 als „kritisch“ eingestuft wurden. Dies führte zur Überlegung, den Tiger ARH ab Mitte der 2020er Jahre zu ersetzen. |
| Boeing AH-64 Apache       | Vereinigte Staaten | Kampfhubschrauber                    | AH-64E    |       | 29       | ersetzen ab 2026 die Tiger ARH |
| Boeing CH-47 Chinook      | Vereinigte Staaten | Mittelschwerer Transporthubschrauber | CH-47F    | 12    | 2        | Alle CH-47D wurden durch CH-47F ersetzt. |
| Sikorsky UH-60 Black Hawk | Vereinigte Staaten | Transporthubschrauber                | UH-60 M   |       | 40       | Nach dem Ersatz der Sikorsky S-70A durch die MRH90 werden diese nun, aufgrund geringer Verfügbarkeit und hoher Betriebskosten, wiederum durch Sikorsky UH-60 M ersetzt. |
| AgustaWestland AW139      | Italien            | Mehrzweckhubschrauber                |           | 2     |          | wurden aufgrund der geringen Verfügbarkeit der MRH90 von einem privaten Anbieter geleast |
| Airbus Helicopters H135   | Europäische Union  | Schulungshubschrauber                |           | 15    |          | |
| AAI RQ-7                  | Vereinigte Staaten | Aufklärungsdrohne                    | RQ-7B     | 15    |          | [ 10 ] |

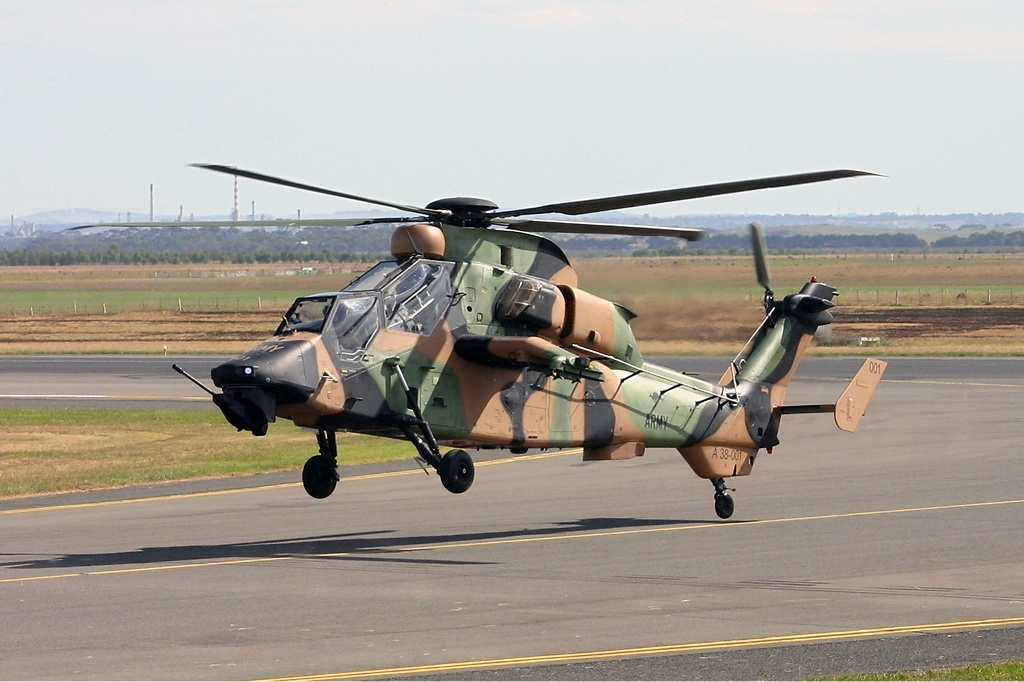
Kampfhubschrauber Tiger ARH

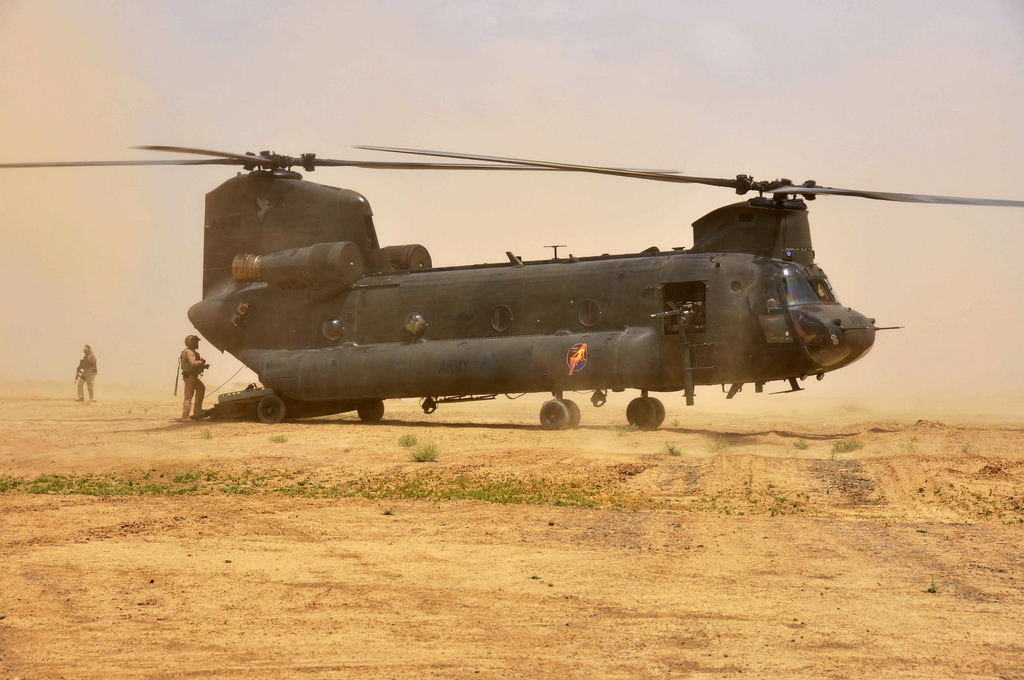
Eine CH-47 der Army Aviation in Afghanistan

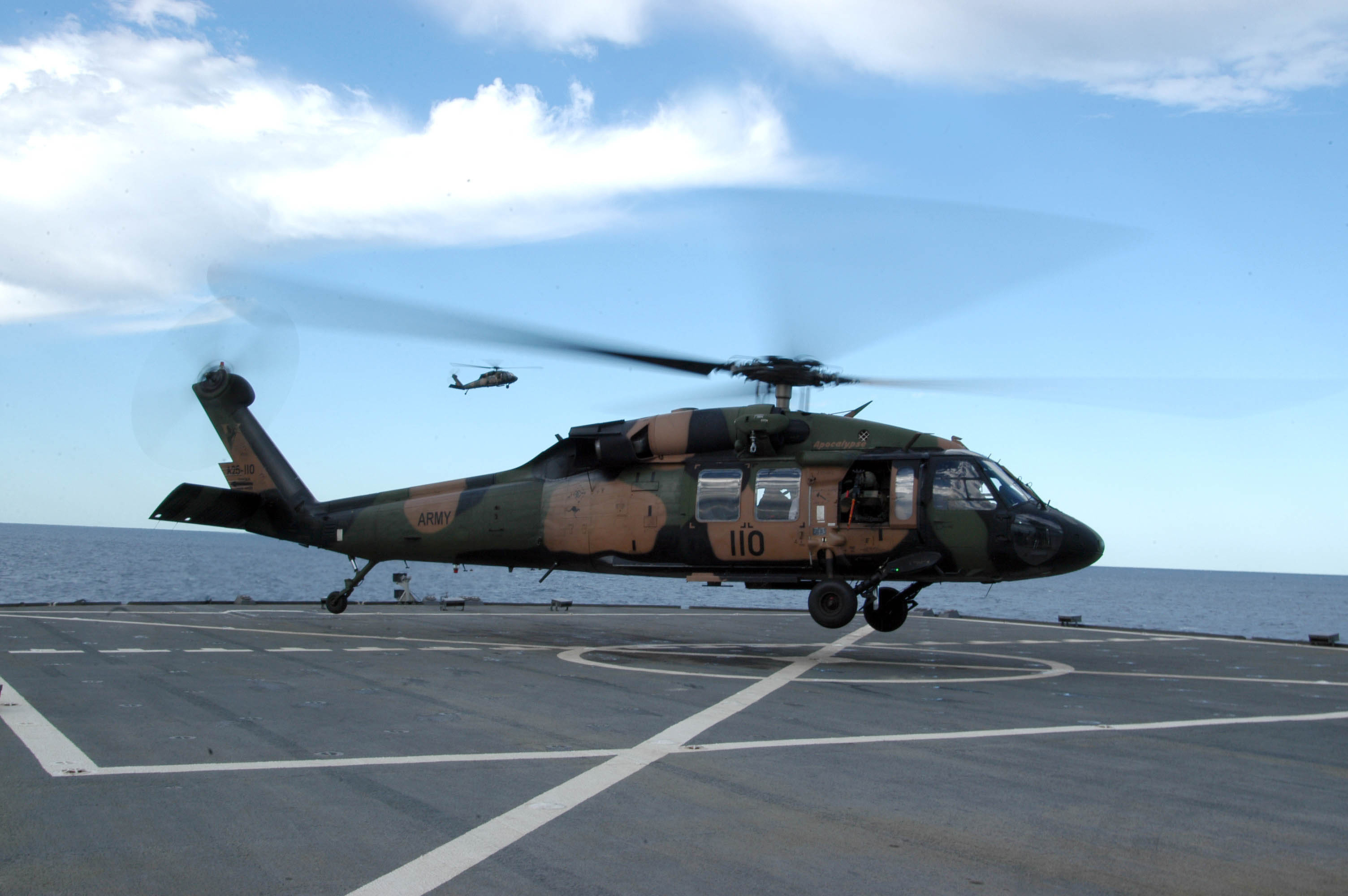
Australischer Black Hawk landet auf der USS Blue Ridge

Ehemalige Hubschrauber: Bell OH-58B1 Kiowa, NHIndustries NH90